# OFC Futsal Cup 2022
L'OFC Futsal Cup 2022 è stato il 13º campionato oceaniano per le nazioni di calcio a 5, e si è disputato a Suva nelle Figi dal 13 al 18 settembre 2022.

## Squadre qualificate
Hanno fatto il loro ingresso nella competizione sette delle 11 nazionali affiliate alla FIFA. Per assicurare un più comodo numero di squadre la Federazione calcistica di Figi ha formato una seconda squadra.
| Qualificate          | Pres. | Miglior risultato                             |
| -------------------- | ----- | --------------------------------------------- |
| Figi                 | 10ª   | Secondo posto (1999, 2009, 2010)              |
| FFA President's Five | 1ª    | Esordiente                                    |
| Isole Salomone       | 9ª    | Campione (2008, 2009, 2010, 2011, 2016, 2019) |
| Nuova Caledonia      | 9ª    | Secondo posto (2014)                          |
| Nuova Zelanda        | 11ª   | Secondo posto (2004, 2016, 2019)              |
| Samoa                | 4ª    | Quarto posto (1996)                           |
| Tonga                | 2ª    | Ottavo posto (2019)                           |
| Vanuatu              | 13ª   | Secondo posto (1992, 1996)                    |

## Formato
La competizione prevede due gironi di 4 squadre, in cui le prime due avanzano alle semifinali per il titolo, mentre le altre accedono alle semifinali per il quinto posto.

## Fase a gironi
Gli orari indicati sono locali, FJT (UTC+12).

### Gruppo A
| Squadra              | P.ti | G | V | N | P | GF | GS | DR  |
| -------------------- | ---- | - | - | - | - | -- | -- | --- |
| Nuova Zelanda        | 7    | 3 | 2 | 1 | 0 | 21 | 3  | +18 |
| FFA President's Five | 6    | 3 | 2 | 0 | 1 | 13 | 7  | +6  |
| Vanuatu              | 4    | 3 | 1 | 1 | 1 | 12 | 4  | +8  |
| Tonga                | 0    | 3 | 0 | 0 | 3 | 1  | 33 | -32 |

| Arbitri: | Rex Kamusu Philip Mana Francis Roni |
| Crono:   | Arnaud Llambrich                    |

|        |           |                                             |
| Pal 8’ | Marcatori | 2’, 27’ Ali 2’ McIntee 25’ Ditfort 28’ Grey |

| Arbitri: | Dharmend Chand Rithik Swamy Charlemagne Waheo |
| Crono:   | René Sawaza                                   |

|  |           |                                                                            |
|  | Marcatori | 3’ Sopuso 6’, 19’ Napau 10’, 30’ Donald 11’ Lehi 23’ Tamuri 25’, 26’ Mesau |

| Arbitri: | Francis Roni René Sawaza Philip Mana |
| Crono:   | Rex Kamusu                           |

|                                                                                 |           |  |
| Naidu 2’ Pal 4’, 21’ N. Chand 4’ Lal 15’, 24’ Prasad 17’ P. Chand 18’ Ayman 34’ | Marcatori |  |

| Arbitri: | Arnaud Llambrich Charlemagne Waheo Dharmend Chand |
| Crono:   | Ronil Chand                                       |

|        |           |           |
| Ali 2’ | Marcatori | 10’ Napau |

| Arbitri: | Philip Mana Arnaud Llambrich René Sawaza |
| Crono:   | Charlemagne Waheo                        |

|                     |           |                         |
| Donald 9’ Napau 29’ | Marcatori | 1’ Naidu 6’ Pal 21’ Ram |

| Arbitri: | Jimmy Malap Rex Kamusu Jonathan Moore |
| Crono:   | Francis Roni                          |

| |           |             |
| Hawkins 1’, 21’ Grey 5’ Ali 12’, 31’ Martin 19’, 26’, 35’, 38’ Ashby-Peckham 21’ Paulsen 24’, 33’ McIntee 27’ Wisnewski 31’ Sharplin 37’ | Marcatori | 28’ Muavesi |

### Gruppo B
| Squadra         | P.ti | G | V | N | P | GF | GS | DR  |
| --------------- | ---- | - | - | - | - | -- | -- | --- |
| Isole Salomone  | 7    | 3 | 2 | 1 | 0 | 26 | 13 | +13 |
| Nuova Caledonia | 6    | 3 | 2 | 0 | 1 | 14 | 13 | +1  |
| Figi (H)        | 4    | 3 | 1 | 1 | 1 | 15 | 10 | +5  |
| Samoa           | 0    | 3 | 0 | 0 | 3 | 6  | 25 | -19 |

| Arbitri: | Chris Sinclair Ben Norman Antony Riley |
| Crono:   | Dom Barry                              |

|                                  |           |                   |
| Qenegeie 27’, 28’, 31’ Hmaen 36’ | Marcatori | 16’ Khan 28’ Nand |

| Arbitri: | Nicholas Backo Jimmy Malap Malkom Mayoho |
| Crono:   | Jonathan Moore                           |

|                                  |           |                                                                                                |
| Maiava 5’ Tumua 9’, 21’ To'o 15’ | Marcatori | 8’, 12’, 29’, 36’ Misitana 12’, 36’ E. Mana 21’ Bule 23’ Rukumana 28’ Lalo 33’ Sia 34’ J. Mana |

| Arbitri: | Jonathan Moore Malkom Mayoho Jimmy Malap |
| Crono:   | Nicholas Backo                           |

|                                                                                                |           |                             |
| J. Mana 2’, 33’ Longue 8’ (aut.) B. Mana 9’ Rukumana 22’ Kasute'e 25’, 34’ Sia 36’ E. Mana 37’ | Marcatori | 12’, 22’ Qenegeie 21’ Hmaen |

| Arbitri: | Antony Riley Dom Barry Ben Norman |
| Crono:   | Chris Sinclair                    |

|                                                      |           |  |
| Raj. Singh 14’ Dave 15’, 17’, 21’ Sami 18’, 19’, 36’ | Marcatori |  |

| Arbitri: | Dom Barry Ronil Chand Antony Riley |
| Crono:   | Rithik Swamy                       |

|                             |           |                                                    |
| Nanumea 12’ Tavita To'o 33’ | Marcatori | 4’, 16’ Longue 8’, 29’ Hmaen 14’, 33’ Ue 33’ Lalie |

| Arbitri: | Ben Norman Chris Sinclair Nicholas Backo |
| Crono:   | Malkom Mayoho                            |

|                                                          |           |                                                                  |
| Rukumana 4’, 5’ Bule 7’ Kasute'e 7’ Sia 26’ Misitana 32’ | Marcatori | 3’ Sami 8’ (aut.) Laki 11’ Khan 13’ Baravilala 28’ Nand 38’ Dave |

## Fase a eliminazione diretta

### Tabellone
|  | Semifinali           | Semifinali           | Semifinali     |                |               | Finale               | Finale               | Finale          |  |
|  |                      |                      |                |                |               |                      |                      |                 |  |
|  | Nuova Zelanda        | Nuova Zelanda        | 6              |                |               |                      |                      |                 |  |
|  | Nuova Zelanda        | Nuova Zelanda        | 6              |                |               |                      |                      |                 |  |
|  | Nuova Caledonia      | Nuova Caledonia      | 1              |                |               |                      |                      |                 |  |
|  | Nuova Caledonia      | Nuova Caledonia      | 1              |                | Nuova Zelanda | Nuova Zelanda        | 6                    |                 |  |
|  |                      |                      |                |                | Nuova Zelanda | Nuova Zelanda        | 6                    |                 |  |
|  |                      |                      | Isole Salomone | Isole Salomone | 3             |                      |                      |                 |  |
|  | Isole Salomone       | Isole Salomone       | Isole Salomone | Isole Salomone | 3             | 5                    |                      |                 |  |
|  | Isole Salomone       | Isole Salomone       |                |                |               | 5                    |                      |                 |  |
|  | FFA President's Five | FFA President's Five | 1              |                |               | Finale 3º posto      | Finale 3º posto      | Finale 3º posto |  |
|  | FFA President's Five | FFA President's Five | 1              |                |               |                      |                      |                 |  |
|  |                      |                      |                |                |               |                      |                      |                 |  |
|  |                      |                      |                |                |               | Nuova Caledonia      | Nuova Caledonia      | 5               |  |
|  |                      |                      |                |                |               | Nuova Caledonia      | Nuova Caledonia      | 5               |  |
|  |                      |                      |                |                |               | FFA President's Five | FFA President's Five | 3               |  |

### Tabellone 5º-8º posto
|  | Semifinali | Semifinali | Semifinali |      |         | Finale 5º posto | Finale 5º posto | Finale 5º posto |  |
|  |            |            |            |      |         |                 |                 |                 |  |
|  | Vanuatu    | Vanuatu    | 11         |      |         |                 |                 |                 |  |
|  | Vanuatu    | Vanuatu    | 11         |      |         |                 |                 |                 |  |
|  | Samoa      | Samoa      | 6          |      |         |                 |                 |                 |  |
|  | Samoa      | Samoa      | 6          |      | Vanuatu | Vanuatu         | 4               |                 |  |
|  |            |            |            |      | Vanuatu | Vanuatu         | 4               |                 |  |
|  |            |            | Figi       | Figi | 3       |                 |                 |                 |  |
|  | Figi       | Figi       | Figi       | Figi | 3       | 8               |                 |                 |  |
|  | Figi       | Figi       |            |      |         | 8               |                 |                 |  |
|  | Tonga      | Tonga      | 1          |      |         | Finale 7º posto | Finale 7º posto | Finale 7º posto |  |
|  | Tonga      | Tonga      | 1          |      |         |                 |                 |                 |  |
|  |            |            |            |      |         |                 |                 |                 |  |
|  |            |            |            |      |         | Samoa           | Samoa           | 6               |  |
|  |            |            |            |      |         | Samoa           | Samoa           | 6               |  |
|  |            |            |            |      |         | Tonga           | Tonga           | 5               |  |

### Semifinali 5º posto
| Arbitri: | Nicholas Backo Dharmend Chand Rithik Swamy |
| Crono:   | Ronil Chand                                |

|                                                                                          |           |                                                                       |
| Donald 4’, 36’ Tabeva 6’, 8’ Coulon 7’ Alick 7’ Napau 24’, 25’ Mesau 27’, 32’ Sopuso 29’ | Marcatori | 8’ Saofaiga 12’, 13’ Nanumea 16’ Alatina Talilai 21’ Malo 21’ Taualai |

| Arbitri: | Arnaud Llambrich Malkom Mayoho René Sawaza |
| Crono:   | Charlemagne Waheo                          |

|                                                                                   |           |          |
| Tuifangaloka 2’ (aut.) Raj. Singh 14’, 28’ Sami 27’, 29’ Nadan 33’ Chand 35’, 36’ | Marcatori | 15’ Atoa |

### Semifinali
| Arbitri: | Jonathan Moore Rex Kamusu Philip Mana |
| Crono:   | Jimmy Malap                           |

|                                                                                    |           |           |
| Lalie 15’ (aut.) Wisnewski 21’ Ditfort 23’ Martin 32’ Grey 38’ Qenegeie 38’ (aut.) | Marcatori | 28’ Hmaen |

| Arbitri: | Chris Sinclair Antony Riley Dom Barry |
| Crono:   | Ben Norman                            |

|                                                           |           |         |
| Kasute'e 5’ Maeluma 14’ Misitana 28’ B. Mana 32’ Lalo 32’ | Marcatori | 19’ Lal |

### Finale 7º posto
| Arbitri: | Rex Kamusu Francis Roni Ronil Chand |
| Crono:   | Dharmend Chand                      |

|                                                               |           |                                                          |
| Nanumea 7’, 20’ Maiava 24’ Tumua 27’, 29’ Alatina Talilai 33’ | Marcatori | 8’ Tokotaha 11’, 31’ Tuifangaloka 16’, 18’ Falepapalangi |

### Finale 5º posto
| Arbitri: | Antony Riley Charlemagne Waheo Ben Norman |
| Crono:   | René Sawaza                               |

|                                     |           |                                  |
| Alick 17’ Tamuri 29’ Napau 32’, 35’ | Marcatori | 13’ Sami 34’ Dave 35’ Baravilala |

### Finale 3º posto
| Arbitri: | Chris Sinclair Dom Barry Philip Mana |
| Crono:   | Malkom Mahoto                        |

|                                                 |           |                       |
| Halune 1’ Wright 8’, 30’ Qenegeie 27’ Hmaen 38’ | Marcatori | 2’, 12’ Pal 26’ Naidu |

### Finale
| Arbitri: | Jonathan Moore Arnaud Llambrich Nicholas Backo |
| Crono:   | Jimmy Malap                                    |

|                                                                |           |                    |
| Ditfort 2’ Ali 7’, 30’, 31’ Ethan Martin 12’ Ashby-Peckham 39’ | Marcatori | 6’ Sia 31’ B. Mana |

## Campione
NUOVA ZELANDA
(1º titolo)